# 全日空60號班機空難
全日空60號班機空難是1966年2月4日發生於東京國際機場的空難。

## 經過
全日本空輸一架波音727客機（註冊編號：JA8302），下降準備降落羽田機場34R（VFR）跑道時，在機場的東南偏東的12公里東京灣墜毀，全機解體沉沒，機上133人全部罹難，是當時最嚴重的單一飛機空難。

## 文献
- 柳田邦男.  . 新潮社. 1986. ISBN 4-10-124905-9.
- 山名正夫.  . . 1972.